# Mark Bowen
Mark Bowen (Neath, 7 december 1963) is een voormalig Welsh voetballer.

## Clubcarrière
Bowen speelde tussen 1983 en 1999 voor Tottenham Hotspur, Norwich City, West Ham United, Shimizu S-Pulse, Charlton Athletic en Wigan Athletic.

## Interlandcarrière
Bowen debuteerde in 1986 in het Welsh nationaal elftal en speelde 41 interlands, waarin hij 3 keer scoorde.